# Pietà (Saint-Pourçain-sur-Sioule)

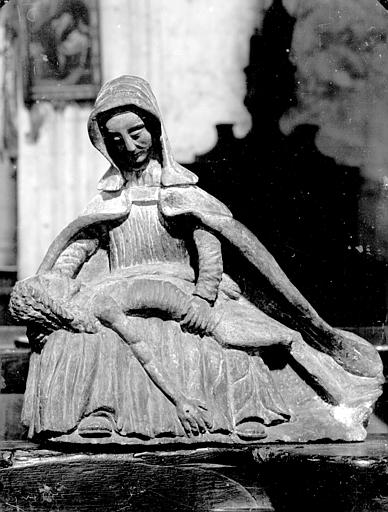
Pietà in Saint-Pourçain-sur-Sioule

Die Pietà in der Kirche Ste-Croix in Saint-Pourçain-sur-Sioule, einer französischen Gemeinde im Département Allier der Region Auvergne-Rhône-Alpes, wurde im 15. Jahrhundert geschaffen. Im Jahr 1918 wurde die Pietà als Monument historique in die Liste der denkmalgeschützten Objekte (Base Palissy) in Frankreich aufgenommen.
Die hochformatige Skulpturengruppe aus Stein zeigt Maria mit dem Leichnam Jesu auf den Knien. Maria trägt einen weiten Mantel und neigt ihren Kopf zu Jesus. Reste der farbigen Fassung sind noch erhalten.